# Estatua de Marie-Victorin
La Estatua de Marie-Victorin (en francés: Statue du frère Marie-Victorin) es un monumento en la ciudad de Montreal en la provincia de Quebec, al este de Canadá. 
El monumento a Marie-Victorin fue presentado por Maurice Duplessis y Paul-Émile Léger el 18 de septiembre de 1954. Se encuentra específicamente en el Jardín botánico de Montreal usando como materiales principales el bronce y el granito. Está dedicado a Marie-Victorin Kirouac, miembro de los hermanos de las escuelas cristianas, una organización católica.